# 大话三国
《大话三国》是2000年由showgood公司出品的动画，用现代的口吻加“无厘头”喜剧元素，改编自《三国演义》。是用Flash制作的动画 改编的网游叫做《大话三国英雄堂》，由「深圳泰傲互动科技有限公司」制作，并聘请原班配音为其配音。其制作人陈君是香港人，其公司在2000年的时候从网络公司变动画公司，另外还有延伸作品《小兵的故事》、《三国外传》。在2005年由于一些原因陈君离开ShowGood，然后创建了奇宝。有国语和粤语版本。集三国题材、Q版人物、搞笑等元素，诞生了大量的段子。